# Vilanava dels Canònges
Vilanava de Menerbés (nom occità; la forma oficial francesa és Villeneuve-Minervois) és una vila del Menerbès, a la regió d'Occitània, al departament de l'Aude, dins el districte de Narbona i el cantó de Peiriac de Menerbés. La ciutat, a l'entrada de la vall de Clamós i al peu de la Muntanya Negra (la Montanha Negra), té 824 habitants i està a quasi 200 metres sobre el nivell del mar. El terme té 2.385 hectàrees.
El seu origen fou un castell del segle ix que defensava l'entrada a la vall i del qual encara es veuen algunes restes, però la major part fou destruïda i al seu lloc hi ha l'església de Sant Esteve, abans capella del castell. Possessió dels vescomtes de Menerba, va passar al segle xiii al capítol de la Catedral de Carcassona i es va dir Vilanova dels Canonges. La senyoria es feu més gran per donacions del rei Lluís IX amb les espoliacions als senyors albigesos.
La vila es caracteritza per tres monuments, dos d'ells neolítics, coneguts com els dòlmens de Vilanava de Menerbés. El primer és el Palet de Rotllan o de l'Home Vell, que també s'anomena dolmen de Jargantièra, que la llegenda atribueix a Rotllan, el nebot de Carlemany. Un segon dolmen és conegut com la Tomba de Rotllan, és del tercer mil·lenni abans de Crist i fou restaurat el 1972; s'hi van trobar ossos i objectes de sílex. Un dolmen del mateix nom existeix en una altra vila no gaire llunyana (Pepius). És a prop del Palet de Rotllan. El tercer és el dolmen de Ròcatraucada, un megàlit que domina unes ruïnes amb el mateix nom, que seria una tomba col·lectiva del tercer mil·lenni abans de Crist; s'hi van trobar pots, i braçalets de coure i bronze; la part superior va desaparèixer i la tomba està descoberta.

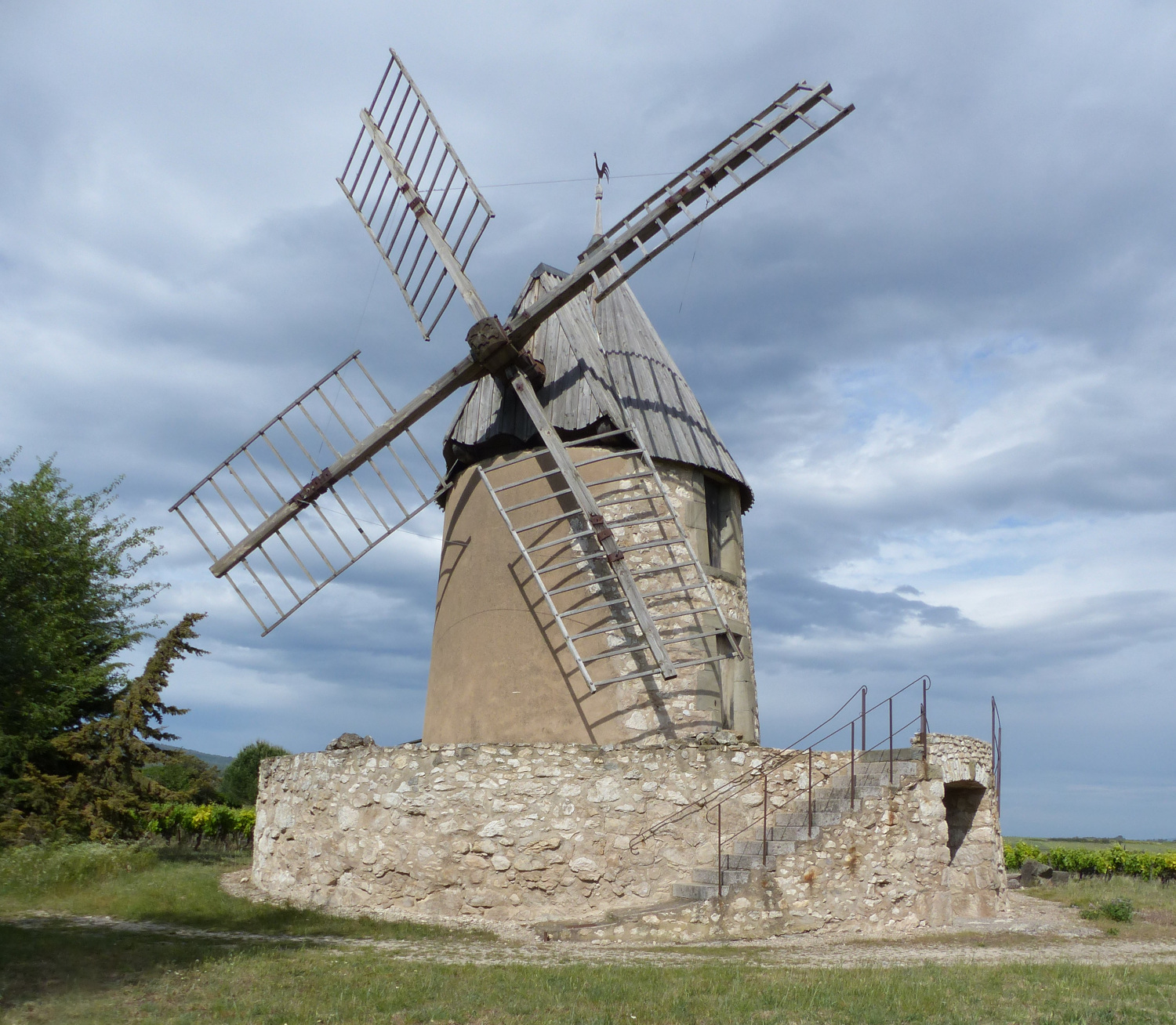
Exterior del molí de Vilanava

També és un monument destacable el molí fariner, construït el 1819 i que va funcionar fins al 1890. El 2001 es va reconstruir i avui és l'únic molí actiu de tot el departament; es troba a la partida de Benaset. Es pot visitar des de l'exterior i, algunes hores, també a l'interior.